# 羽島市役所前站
羽島市役所前站（日语：／ Hashima-Shiyakusho-Mae eki */?）是位於岐阜縣羽島市竹鼻町宮町，名古屋鐵道（名鐵）的竹鼻線車站。車站編號為「TH07」。

## 歷史
- 1929年（昭和4年）4月1日 - 竹鼻站啟用（同時現時的竹鼻站在當日改名為榮町站）。
- 1951年（昭和26年）1月1日 - 車站改名為西竹鼻站（同時當時的榮町站改名為現時的竹鼻站）。
- 1959年（昭和34年）4月1日 - 車站改名為羽島站。
- 1965年（昭和40年）度 - 結束貨物業務[1]。
- 1982年（昭和57年）12月11日 - 車站改名為羽島市役所前站。
- 1995年（平成7年）10月4日 - 車站大樓改建[2]。
- 2005年（平成17年）10月30日 - 此站至江吉良之間高架化，月台向東邊遷移。
- 2007年（平成19年）
  - 11月12日 - 引入自動閘機（日语：自動改札機）。
  - 12月14日 - 車站可以使用「Tranpass」[3]。
- 2011年（平成23年）2月11日 - 車站可以使用「manaca」IC卡。
- 2012年（平成24年）2月29日 - 車站不再可以使用「Tranpass」。

## 車站構造
車站是一座地面車站，設有1面2線的島式月台。除了連接名古屋本線的笠松站外，此站是竹鼻線、羽島線中唯一有人車站。車站大樓和月台之間設有站內平交道。而江吉良站和新羽島站沒有列車交會設備，因此此站至新羽島站之間只可容納1架列車，並且上下行列車會於此站列車交會。
首班、尾班列車只會行走於此站至笠松方向之間。原則上列車靠左進站，但是由於此站有折返列車的關係，兩條路軌兩方向均設有出發信號機。夜間有2抽列車停泊。而車站大樓2樓也設有乘務員住宿設施。
曾經竹鼻線還有大須方向的鐵路服務時候，前往大須的普通列車半數會通過江吉良站，因此此站便成為轉乘站。另外，於江吉良站前往大須、新羽島方向的分支點操作中，在大須方向鐵路服務廢除前由此站遠端操作。

### 月台
| 月台 | 路線   | 上下行 | 方向               |
| ---- | ------ | ------ | ------------------ |
| 1    | 竹鼻線 | 下行   | 新羽島方向         |
| 2    | 竹鼻線 | 上行   | 笠松、名鐵岐阜方向 |

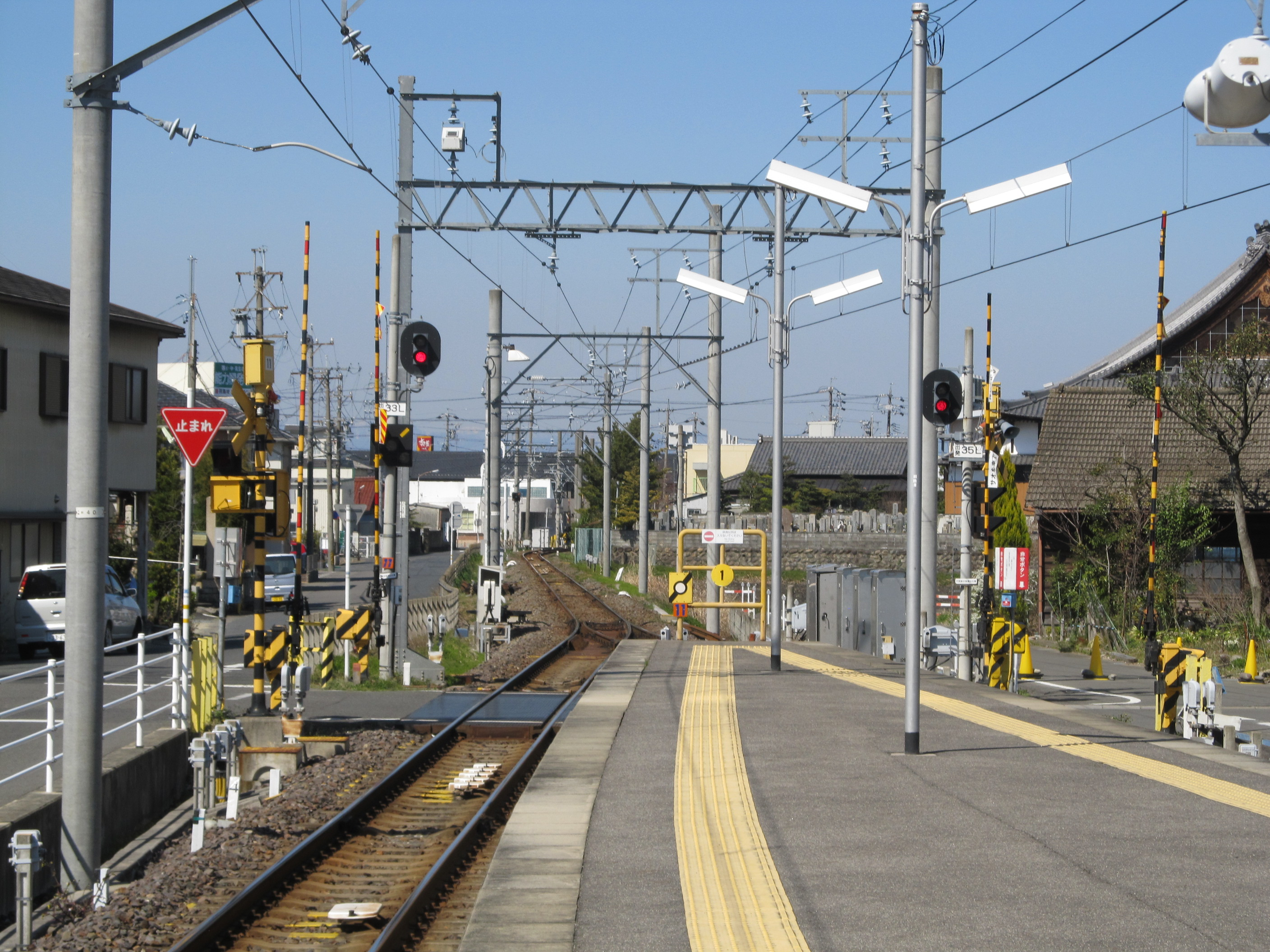
2線均設有出發信號機

### 配線圖
| ← 新羽島方向    | 羽島市役所前站 站內配線略圖 | → 笠松、 岐阜方向 |
| 图例 参考文献： |                             |                   |

## 利用狀況
- 在中提及在2013年度，當時1日平均上下車人次為2,114人，為名鐵所有車站（275站）排名第178，竹鼻線、羽島線（10站）中排名第4[6]。
- 在中提及在1992年度，當時1日平均上下車人次為3,611人，為除岐阜市內線均一車費區間內各站（岐阜市內線、田神線、美濃町線徹明町站至琴塚站之間）外名鐵所有車站（342站）中排名第123，竹鼻線、羽島線（16站）中排名第3[7]。
- 在《羽島市數據檔案》中，以下為近年一日平均乘車和下車人次[8]。

| 年度               | 乘車人次 | 下車人次 | 上下車人次 |
| ------------------ | -------- | -------- | ---------- |
| 2009年（平成21年） | 1,058    | 1,034    | 2,092      |
| 2010年（平成22年） | 1,073    | 1,048    | 2,121      |
| 2011年（平成23年） | 1,037    | 1,044    | 2,081      |
| 2012年（平成24年） | 1,017    | 1,027    | 2,044      |
| 2013年（平成25年） | 1,053    | 1,061    | 2,114      |
| 2014年（平成26年） | 1,010    | 1,021    | 2,031      |
| 2015年（平成27年） | 1,029    | 1,035    | 2,064      |
| 2016年（平成28年） | 995      | 994      | 1,989      |
| 2017年（平成29年） | 1,015    | 1,021    | 2,036      |
| 2018年（平成30年） | 990      | 994      | 1,984      |
| 2019年（令和元年） | 906      | 914      | 1,820      |

## 車站周邊
- 羽島市政廳（日语：羽島市役所）
- 羽島市民會館
- 不二羽島文化中心（日语：羽島市文化センター）
- 竹鼻別院（日语：真宗大谷派竹鼻別院）
- 羽島市歷史民俗資料館·羽島市電影資料館（日语：羽島市歴史民俗資料館・羽島市映画資料館）
- 竹鼻商店街
- 羽島郵局（日语：羽島郵便局）
- 岐阜縣立羽島高等學校（日语：岐阜県立羽島高等学校）
- 羽島市立竹鼻中學（日语：羽島市立竹鼻中学校）
- 岐阜縣道1號岐阜南濃線（日语：岐阜県道1号岐阜南濃線）和岐阜縣道18號大垣一宮線（日语：岐阜県道・愛知県道18号大垣一宮線）（兩線重疊周間）
- 羽島市立竹鼻小學（日语：羽島市立竹鼻小学校）

## 巴士路線
- 羽島市社區巴士（日语：羽島市コミュニティバス）南部線（前往大須方向）
  - 名鐵竹鼻線廢止區間（江吉良站 - 大須站）替代區間。但是不停靠江吉良站。

## 相鄰車站
名古屋鐵道
 竹鼻線
竹鼻（TH06）－羽島市役所前（TH07）－江吉良（TH08）

## 註腳
1. ↑  名古屋鉄道広報宣伝部（編）. . 名古屋鉄道. 1994: 340 （日语）.
2. 1 2  . 交通新聞 (交通新聞社). 1995-10-04: 1 （日语）.
3. ↑  . 交通新聞 (交通新聞社). 2007-12-07: 1.
4. 1 2  駅時刻表：名古屋鉄道・名鉄バス （页面存档备份，存于）（日語），2019年3月24日參閲
5. ↑  電氣車研究會，《鐵道畫刊》通卷第816號 2009年3月 臨時增刊号 「特集 - 名古屋鉄道」，卷末折込「名古屋鉄道 配線略図」
6. ↑  名鐵120年史編纂委員會事務局（編）. . 名古屋鐵道. 2014: 160–162 （日语）.
7. ↑  名古屋鐵道廣報宣傳部（編）. . 名古屋鐵道. 1994: 651–653 （日语）.
8. ↑  データファイル統計情報 （页面存档备份，存于）（日語） - 羽島市

## 外部連結
- 羽島市役所前 - 名古屋鐵道